# Парабель (річка)
Парабе́ль (рос. Парабель) — річка в Росії, ліва притока Обі, тече у Томській області Васюганською рівниною.
Парабель утворюється біля села Усть-Чузик злиттям річок Кенга і Чузик, які починаються на Васюганських болотах. Вона тече серед заболочених лісів рідконаселеною місцевістю спочатку на північ, а потім — на північний схід до злиття з Об'ю. Біля села Парабель вона розділяється на два рукави; один тут же впадає в Об, другий приблизно 50 км тече на північний захід удовж її основного русла на відстані 10–15 км і зливається з ним за 7 км вище по течії від села Каргасок.
Довжина річки 308 км, площа водозбірного басейну 25,5 тис. км². Середньорічний стік 123 м³/c. Живлення мішане з переважанням снігового. Парабель замерзає у другій половині жовтня — на початку листопада, скресає наприкінці квітня — у травні. Повінь з травня до серпня.
Майже усі притоки впадають до неї зліва: Омелич, Чарус, Чивок, Урья, Тісат.
Річка судноплавна на всьому протязі і є важливою транспортною артерією Парабельського району Томської області. Може використовуватись для лісосплаву.
Населенні пункти на річці: Усть-Чузик, Стариця, Новиково, Тарськ, Чановка, Сенькіно, Парабель.
Восени 2000 року був введений в експлуатацію 210-метровий міст через Парабель, який зробив можливим цілорічне транспортне сполучення Каргасокського району з обласним центром.